# Boulgou (Matiacoali)
Pour les articles homonymes, voir Boulgou et Boulgou (Zam).
Ne doit pas être confondu avec Boulgou-Peulh.
Boulgou est un village du département et la commune rurale de Matiacoali, situé dans la province du Gourma et la région de l'Est au Burkina Faso.

## Géographie
Boulgou est située à 30 km au nord-ouest de Matiacoali et de la route nationale 4. Boulgou-Peulh se trouve à un kilomètre à l'est, de l'autre côté du cours d'eau saisonnier qui sépare les deux communes.

## Santé et éducation
Boulgou accueille un centre de santé et de promotion sociale (CSPS).